# Rinascita di Alara

Il logo del set

Rinascita di Alara (Alara Reborn in inglese) è un'espansione del gioco di carte collezionabili Magic: l'Adunanza, edito da Wizards of the Coast. In vendita in tutto il mondo dal 30 aprile 2009, è il terzo e ultimo set del blocco di Alara, che comprende anche Frammenti di Alara e Conflux.

## Ambientazione
Il piano dimensionale di Alara, che si sta riunificando a partire dalle sue schegge. Dopo l'evento noto come "congiunzione" i cinque frammenti che componevano il piano sono crollati nel caos. Bant è diventato un regno in rovina dopo la caduta della società, Esper è stato invaso dalle creature esterne che sottraggono l'etherium e distruggono le cittadine, Grixis ha sfruttato la nuova energia vitale per invadere gli altri frammenti, mentre Jund si è ritrovato con la catena alimentare distrutta ed i draghi in fuga verso gli altri frammenti. Infine a Naya la presenza dei cinque colori ha causato il risveglio della potente divinità del piano nota come Progenitus.

## Caratteristiche
Rinascita di Alara è composta da 145 carte, stampate a bordo nero, così ripartite:
- per colore: 145 multicolori.
- per rarità: 60 comuni, 40 non comuni, 35 rare e 10 rare mitiche.

Il simbolo dell'espansione è una linea orizzontale con cinque ramificazioni speculari per lato, che rappresenta i cinque frammenti di Alara che convergono nella creazione di un nuovo mondo, e si presenta nei consueti tre colori a seconda della rarità: nero per le comuni, argento per le non comuni, e oro per le rare. Le rare mitiche, introdotte nelle due precedente espansioni, presentano anche in questa il simbolo color bronzo.
Rinascita di Alara è disponibile in bustine da 15 carte casuali e in 5 intro pack, che comprendono ciascuno una bustina da 15 carte casuali e un mazzo tematico precostituito da 41 carte.
Una particolarità di questo set è che tutte le carte che lo compongono sono multicolori, compresi gli artefatti. Inoltre Rinascita di Alara ripropone le multicolori "ibride", ma con una variante: nel costo di mana di queste carte sono presenti sia i simboli di mana ibrido che quelli normali, rendendo possibile l'esistenza di carte ibride con più di due colori. Pertanto il colore dello sfondo di queste carte è d'oro, identico a quello delle multicolori classiche, e non simile alle carte ibride bicolori.

### Prerelease
Rinascita di Alara è stata presentata in tutto il mondo durante i tornei di prerelease il 25 aprile 2009, in quell'occasione è stata distribuita una speciale carta olografica promozionale: la Madre Covatrice di Draghi, che presentava un'illustrazione alternativa rispetto alla carta che si poteva trovare nelle bustine.

## Novità
In questo set viene presentata una sola nuova abilità delle carte: "cascata".

### Nuove abilità

#### Cascata
Ogni volta che viene lanciata una magia dotata dell'abilità Cascata, il suo controllore deve esiliare la prima carta del suo grimorio finché non esilia una carta non terra il cui costo di mana convertito è minore di quello della magia con Cascata. Quella carta può essere quindi giocata immediatamente senza che ne venga pagato il costo di mana, mentre le altre carte esiliate dovranno essere rimesse in ordine casuale in fondo al grimorio. Un giocatore è obbligato a eseguire tale operazione ogni volta che si innesca questa abilità, ma non è costretto a giocare l'ultima carta rivelata, se sceglie di non farlo questa viene rimescolata in fondo al grimorio assieme alle altre. Se un giocatore rivela per via di Cascata tutte le carte del suo grimorio senza trovarne una da poter giocare in questo modo nulla avviene, semplicemente le carte esiliate vengono rimescolate e vanno rimesse al posto del grimorio. Anche se in pratica questo significa che il giocatore ha rimescolato il mazzo, tecnicamente non l'ha fatto, quindi gli effetti che si innescherebbero quando un giocatore rimescola il grimorio non avvengono. Un effetto collaterale è il fatto che ogni altro giocatore può vedere tutte le carte esiliate in questo modo.